# Red Latinoamericana de Portales Educativos
Red Latinoamericana de Portales Educativos (RELPE), es una red que agrupa portales nacionales de 19 países de Latinoamérica (Argentina, Brasil, Bolivia, Chile, Colombia, Costa Rica, Cuba, Ecuador, El Salvador, Guatemala, Honduras, México, Nicaragua, Panamá, Paraguay, Perú, República Dominicana, Uruguay y Venezuela) junto a otros sitios que funcionan como miembros adherentes.
La Red se constituyó a fines de agosto de 2004 por acuerdo de los ministros de Educación de 16 países latinoamericanos reunidos a tal efecto en Santiago de Chile.
Conforman esta red los portales educativos -autónomos, nacionales, de servicio público y gratuitos- designados para tal efecto por el Ministerio de Educación del país respectivo. Durante los primeros años, el objetivo fundamental fue lograr que cada país desarrollara su propio portal de acuerdo a su proyecto educativo e intereses nacionales aprovechando la experiencia de los otros socios, y con total independencia para la selección de la plataforma tecnológica del mismo. En una segunda instancia, y una vez logrado dicho objetivo, se trabajó en el intercambio de los contenidos desarrollados por los portales miembros, la producción conjunta y la generación de repositorios comunes. Para ello, se acordó una taxonomía compartida, se  produjo una serie de colecciones de recursos educativos, y se trabajó además en un escenario de explotación cooperativa de recursos, como alternativa superadora a la de repositorio común de contenidos.
Actualmente la red define su actividad en tres líneas
- Portales: es aquí donde la cultura colaborativa construida a lo largo de los años se hace más evidente, ya que la red funciona como una verdadera comunidad de intercambio y colaboración tanto entre los responsables de las políticas educativas de los diferentes países como entre los equipos de conducción y los equipos técnicos de los portales.

- Proyectos regionales: incluye programas de trabajo cooperativo entre escuelas de distintos países como Aulas Hermanas, producción y adaptación conjunta de recursos educativos y  otros proyectos de cobertura regional.

- Políticas públicas: actualmente centrada en la investigación sobre modelos pedagógicos de inclusión de TIC, formación inicial docente y competencias del siglo XXI entre otras. El objetivo aquí es proveer a los miembros de la red de insumos para la generación de políticas.

## Objetivos
La Red Latinoamericana de Portales Educativos (RELPE) ha sido concebida como un aporte sustancial a favor de la calidad y equidad de la educación y la disminución de la brecha digital que caracteriza a los países de la región y afecta su potencial de desarrollo.
Los contenidos que se ofrecen a través de este sistema son generados y/o localizados en función de las necesidades de los sistemas educativos de los países participantes, y si bien tienen como destinatarios principales a alumnos y docentes de las instituciones de nivel básico, pueden ser también utilizados en otros ámbitos educacionales y en iniciativas fuera del sistema educativo formal.
Para poder garantizar la libre circulación de contenidos, el modelo de la Red requiere que cada nodo indexe sus contenidos según el estándar adoptado por la Red, el que está en concordancia con las normas internacionales al respecto. Esto lleva a la existencia de un sistema de indexación compartido y a un acuerdo regional sobre los lenguajes a utilizar para la descripción de los recursos educativos digitales. Estos criterios y normas son en sí mismas un bien regional, ya que reflejan las similitudes y diferencias dentro de la región a la vez que pueden ser reutilizadas por otros proyectos que deseen compartir la publicación de materiales destinados al sistema educativo.
Además, cada nodo desarrolla y administra la interfaz de comunicación de su portal con el sistema de circulación de contenidos; esta acción supone una fluida relación entre los equipos técnicos responsables de la publicación de los portales educativos nacionales, siendo en sí misma un factor de actualización permanente de los criterios tecnológicos utilizados en las propuestas locales.
Se espera obtener una audiencia de más de 150 millones de estudiantes y profesores, y es una iniciativa inédita que augura un importante impacto económico y social en la región.
Los pilares que sostienen esta red es el traspaso constante y ágil de sistemas y contenidos enfocados al mejoramiento continuo de los sistemas educacionales de la región, permitiendo contar con una comunidad amplia que potencia los crecimientos locales, al tiempo de posibilitar un mejor posicionamiento regional en el contexto del mundo globalizado del siglo XXI.
La red permite contribuir a la mejora de la calidad y equidad de la enseñanza a través del acceso a contenidos locales y regionales de calidad, experiencias educativas relevantes y uso efectivo de TICs en la sala de clases. De este modo, pertenecer a la Red permite a los países asociados disminuir costos en la puesta en marcha de los portales locales y acceder a un más amplio volumen de contenidos en un menor tiempo.
Los profesores pueden acceder a esta plataforma de conocimiento, a través del acceso a unidades didácticas y experiencias educativas, al tiempo de contar con un medio de comunicación entre pares que les permita superar el habitual aislamiento de su práctica profesional de los docentes permitiendo disminuir la brecha digital tanto al interior de los países como en relación con los países desarrollados, particularmente a nivel de los sistemas educacionales.

## Historia
En 2001 varios países de la región firman acuerdos bilaterales para organizar una red de colaboración de portales.
Fue lanzada oficialmente el 27 de agosto de 2004, durante la primera reunión de ministros de Educación de la región sobre informática educativa en Santiago de Chile, estuvieron presentes los ministros de Educación de Argentina, Colombia, Chile, Ecuador, México, cuyos portales nacionales ya integraban la Red. Asimismo, firmaron también el acuerdo de cooperación, Bolivia, Brasil, Costa Rica, Cuba, Paraguay, Perú, Uruguay y Venezuela.
Tiene por objetivo promover el uso de las nuevas tecnologías de información y comunicación al servicio de la mejora de la calidad y equidad de la enseñanza, facilitando el libre intercambio y uso de los recursos digitales localizados en cada uno de los portales miembros. 

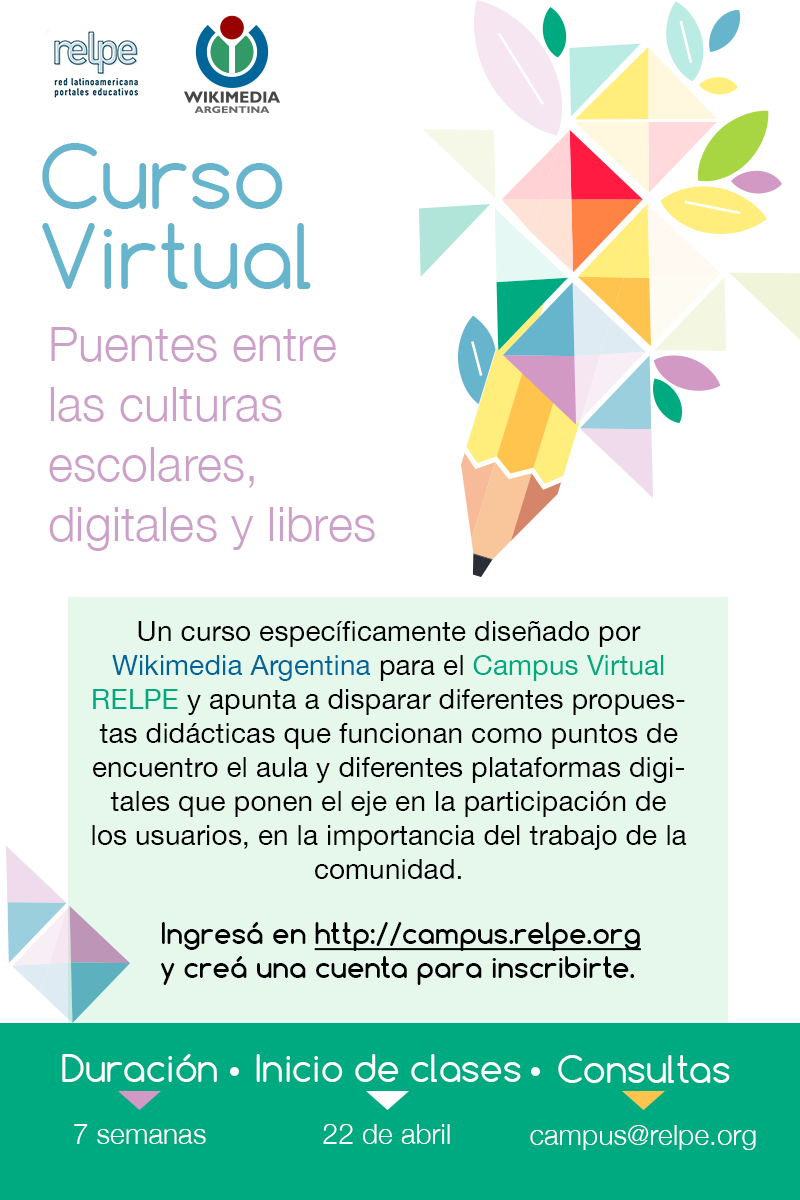
Curso ofrecido por RELPE para la calificación de profesores

La secretaría ejecutiva va rotando entre los países y recae actualmente en Argentina.

## Miembros
Los portales miembros de la red, pueden ser:
- miembros adherentes: son los portales designados por el Ministerio de Educación de cada país (uno por país) que se hallan en etapa de diseño o desarrollo; o
- miembros plenos: son los miembros adherentes que han cumplido ciertos procesos técnicos para conectarse a la red, como la indexación de contenidos.
- miembros de honor: Aquellos portales educativos nacionales de carácter público de países que no pertenecen a Latinoamérica.
- miembros asociados: Aquellos portales educativos de carácter público que no son nacionales, pueden ser comunales, provinciales, regionales, etc.

A enero de 2014, hay 19 miembros plenos, y 3 miembros asociados.

## Premios
En 2008 recibió el premio de la Fundación Telefónica y la Organización de Estados Iberoamericanos (OEI) por "aporte a favor de la calidad y equidad de la educación y la disminución de la brecha digital que caracteriza a los países de la región y afecta su potencial de desarrollo".